# Tröbitz
Tröbitz là một đô thị thuộc huyện Elbe-Elster, bang Brandenburg, Đức. Đô thị Tröbitz có diện tích 10,56 km², dân số thời điểm 31 tháng 12 năm 2006 là 788 người.